# Reteporella malleatia
Reteporella malleatia är en mossdjursart som beskrevs av Gordon 1984. Reteporella malleatia ingår i släktet Reteporella och familjen Phidoloporidae. Inga underarter finns listade i Catalogue of Life.